# Reinhard Selten
Reinhard Selten, född 5 oktober 1930 i Breslau i Niederschlesien i Tyskland (nuvarande Wrocław i Polen), död 23 augusti 2016 i Poznań i Polen, var en tysk nationalekonom och esperantist.
Selten föddes i Breslau (nuvarande Wrocław) i den då tyska provinsen Nedre Schlesien (nu i Polen). För sin forskning i spelteori belönades han med Sveriges Riksbanks pris i ekonomisk vetenskap till Alfred Nobels minne år 1994, tillsammans med John Harsanyi och John Nash. Selten var också välkänd för sin forskning om begränsad rationalitet (bounded rationality) och ansågs vara en av grundarna av experimentell ekonomi.
Selten var professor emeritus vid universitetet i Bonn och hade flera hedersdoktorstitlar och även medlem i Europo Demokratio Esperanto.